# 마스 타케시
마스 타케시(Takeshi Masu, 1955년 12월 9일 ~ )는 일본의 배우, 작가, 텔레비전 배우이다.
도쿄에서 태어났다.

## 방송
- 이치케이의 까마귀
- 디어 페이션트 ~인연의 카르테~
- 코키치의 아내
- 미드나이트 저널 사라진 유괴범을 쫓아라! 7년만의 진실
- 잠들지 않는 진주 ~아직 사랑해도 괜찮을까요?~
- 오늘은, 일진도 좋고